# 暗色岩

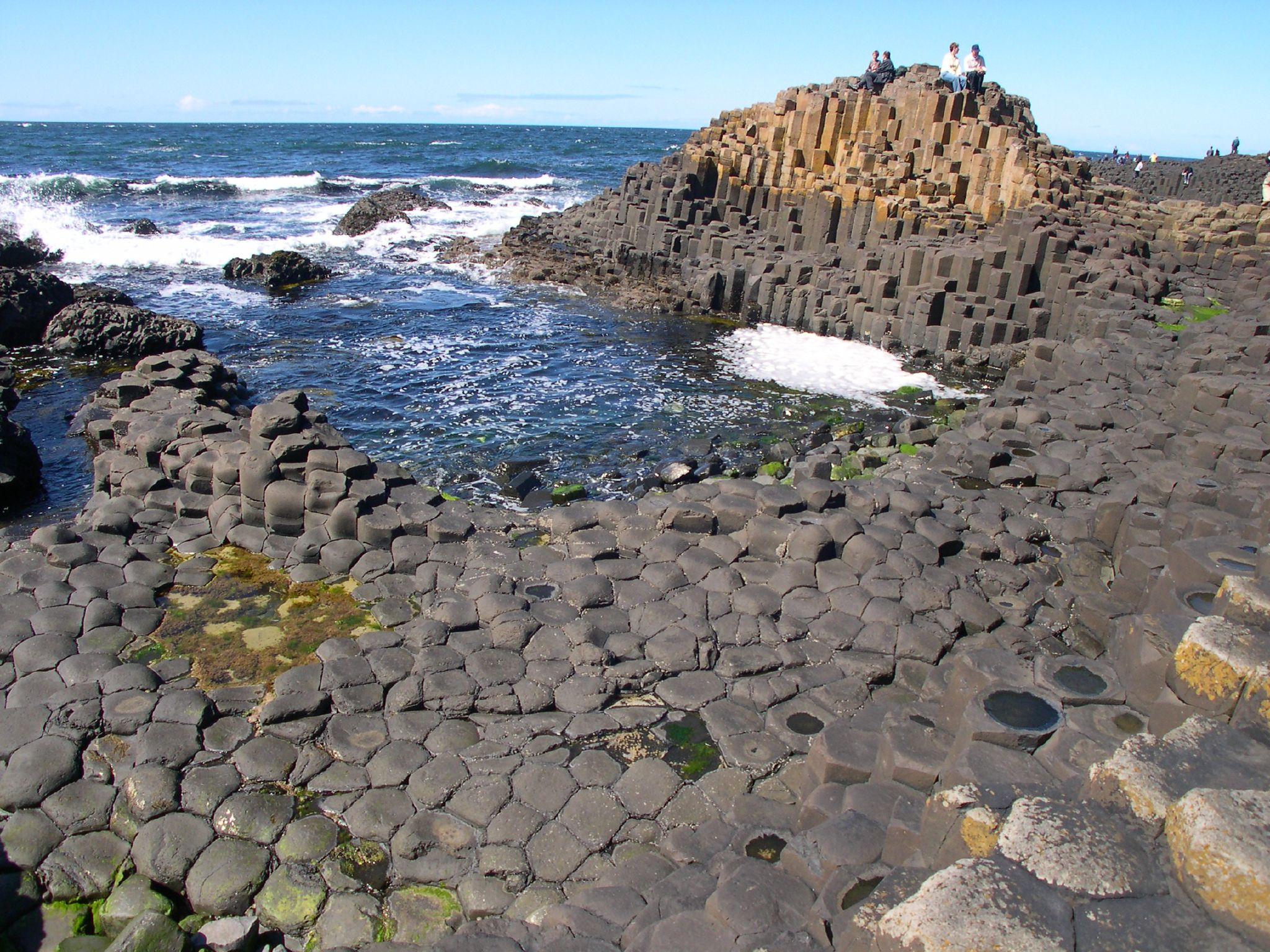
北愛爾蘭的著名景觀巨人堤道就是由暗色岩組成的

暗色岩（英語：trap rock 或 trapp 或 trap）是類任何深色、細粒、非粒狀侵入性或噴出性的火成岩。暗色岩的類型包括玄武岩、橄欖岩、輝綠岩和輝長岩。暗色岩也用於指洪流玄武岩，例如德干暗色岩和西伯利亞暗色岩。堆積的連續熔岩流形成的暗色岩層在被侵蝕後經常形成獨特的階梯狀景觀，暗色岩的學名“trap”就是源自瑞典語“trappa”，意思是“樓梯”。
岩漿的緩慢冷卻（無論是基石流還是濃稠的熔岩流）有時會在形成的暗色岩層內產生系統的垂直裂縫。這些裂縫通常通常形成六邊形的岩石柱，但也有四到八邊形的。